# Alexandre d'Albéca
Alexandre Librecht d'Albéca, né à Galați en Roumanie le 25 octobre 1858 et mort à Assinie en Côte d'Ivoire le 7 février 1896 est un géographe, explorateur et administrateur colonial français.

## Biographie
Nommé résident sur la Côte des Esclaves, golfe de Guinée (1887), il étudie l'histoire, les langues et les coutumes des côtes du Bénin. Il est membre de la Société de géographie depuis 1878.
Administrateur du comptoir de Ouidah lors de la conquête du Dahomey (1892-1893), il passe ensuite au service des affaires politiques et indigènes.
Il meurt à Assinie le 7 février 1896 à l'âge de 37 ans.

## Publications
Alexandre d'Albéca est l'auteur de plusieurs ouvrages et articles sur les côtes du Bénin ; certains sont illustrés de gravures d'après des photographies dont il n'est pas certain qu'elles soient toutes de lui :
- Les établissements français du golfe de Bénin : géographie, commerce, langues, Paris, L. Baudoin, 1889, 240 p. (BNF 38817346) En ligne sur Gallica.
- La France au Dahomey, Paris, Hachette, 1895, 236 p. (BNF 30007098), En ligne sur Gallica.
- « Au Dahomey », Le Tour du monde, nos 5-8,‎ 1894, p. 65-128 (BNF 34562008), En ligne sur Gallica.
- « L'avenir du Dahomey », Annales de géographie, t. 4, no 15,‎ 1895, p. 166-189 (lire en ligne).
- Voyage au pays des Éoués : Dahomey, Paris, Hachette, 1895 (BNF 34565164) En ligne sur Gallica.

## Collections
- Bibliothèque nationale de France, Paris[4].
- musée du quai Branly, Paris[5] ; Alexandre d’Albéca a fait don en 1889 de cent vingt-trois objets originaires du territoire du Bénin au Musée d'Ethnographie du Trocadéro.

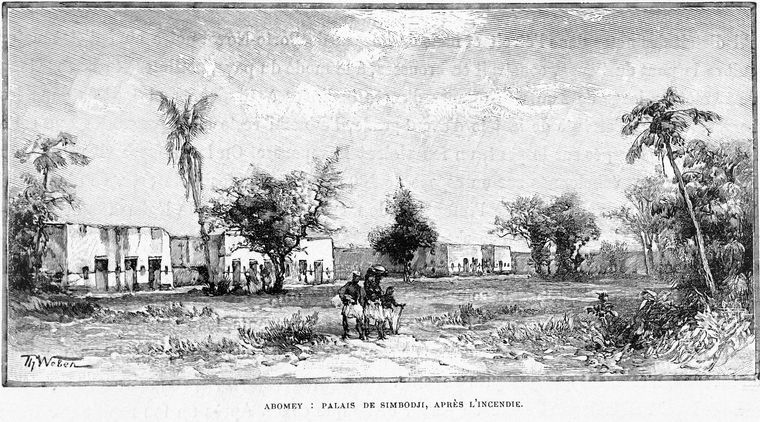
Abomey, palais de Simbodji, après l'incendie, gravure dans La France au Dahomey, 1895.
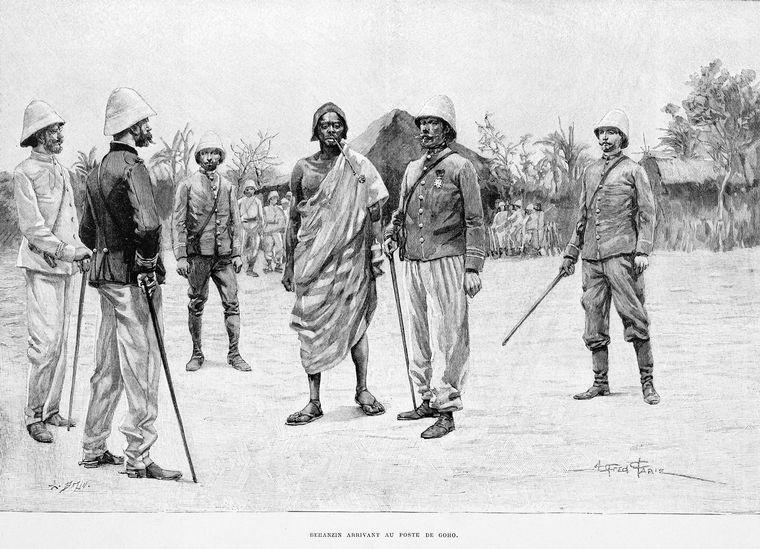
Béhanzin, roi d'Abomey, au poste de Goho, gravure dans La France au Dahomey, 1895.
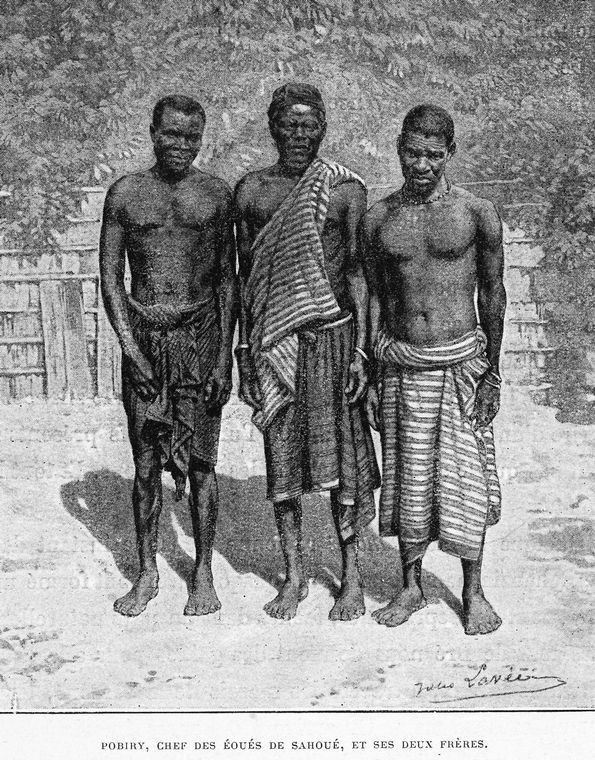
Eoués de Sahoué, gravure dans La France au Dahomey, 1895.
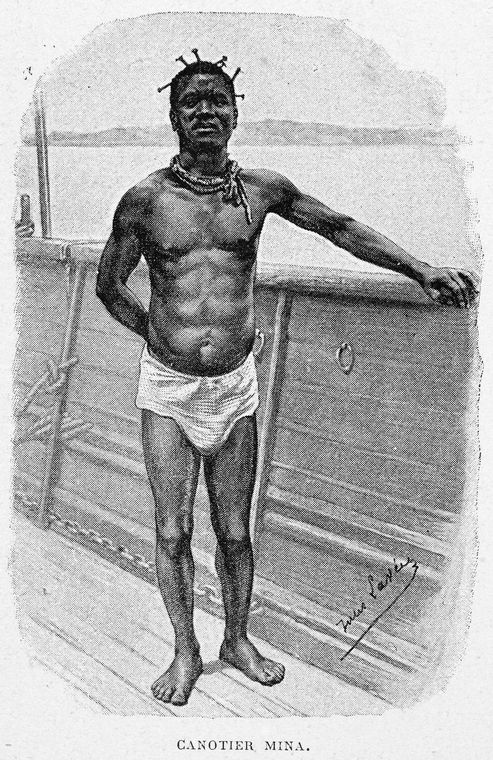
Canotier Mina, gravure dans La France au Dahomey, 1895.
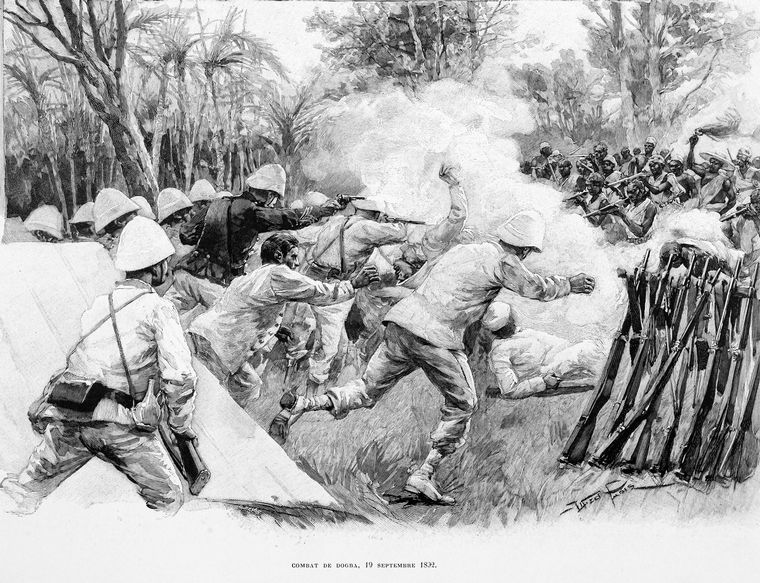
Combat de Dogba, 19 septembre 1892.
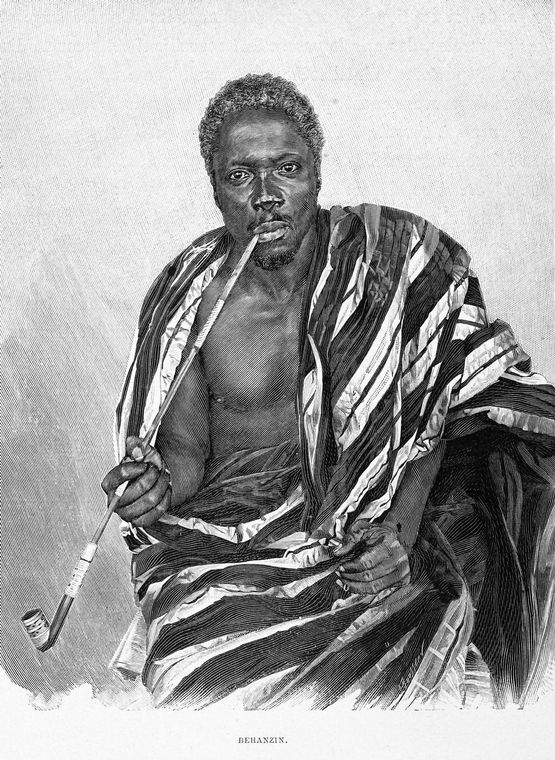
Béhanzin, roi d'Abomey, gravure dans La France au Dahomey, 1895.